# Battlefield Heroes
Battlefield Heroes este un joc online gratuit lansat de Electronic Arts. Face parte din clasa jocurilor First-Person Shooter. Avem doua armate: Royal Army și National Army. Putem alege la crearea caracterului următoarele funcții: Gunner, Soldier Commando.
Jocul a fost inchis pe 14 iulie 2015 de catre EA deoarece "este un titlu vechi si nu mai este asa popular precum a fost", insa majoritatea comunitatii ii declara vinovati pe cei de la Electronic Arts pentru ca "si-au pierdut interesul fata de joc" si "l-au lasat sa moara".